# 赤薙山
赤薙山（あかなぎさん）は日光国立公園内、栃木県日光市にある山。標高2,010 m。三等三角点「赤薙山」（標高2,010.3 m）が設置されている。第四紀の成層火山である。
日光連山（日光表連山）の東端を形成する一峰で、丸山（標高1,689 m）と女峰山の間に位置し、両山間は登山道で結ばれている。山頂は高木に覆われており見晴らしは良くない。

## 山名
赤薙山の山名は、山の南斜面にある薙に由来するものと考えられるが定かではない。

## 登山
日光表連山の一峰として、これらを結ぶ縦走路が整備されている。霧降高原の登山口から入って丸山と合わせて半日コースで登山する客があるほか、日光表連山の縦走コースの経路として赤薙山を経る登山客が多い。

## 赤薙山神社
赤薙山山頂には赤薙山神社があり少彦名命を祭祀する。社格は日光二荒山神社摂社。以前は赤薙山の奥に奥社があったが現在は無く、奥社跡として知られるのみ。

## ギャラリー

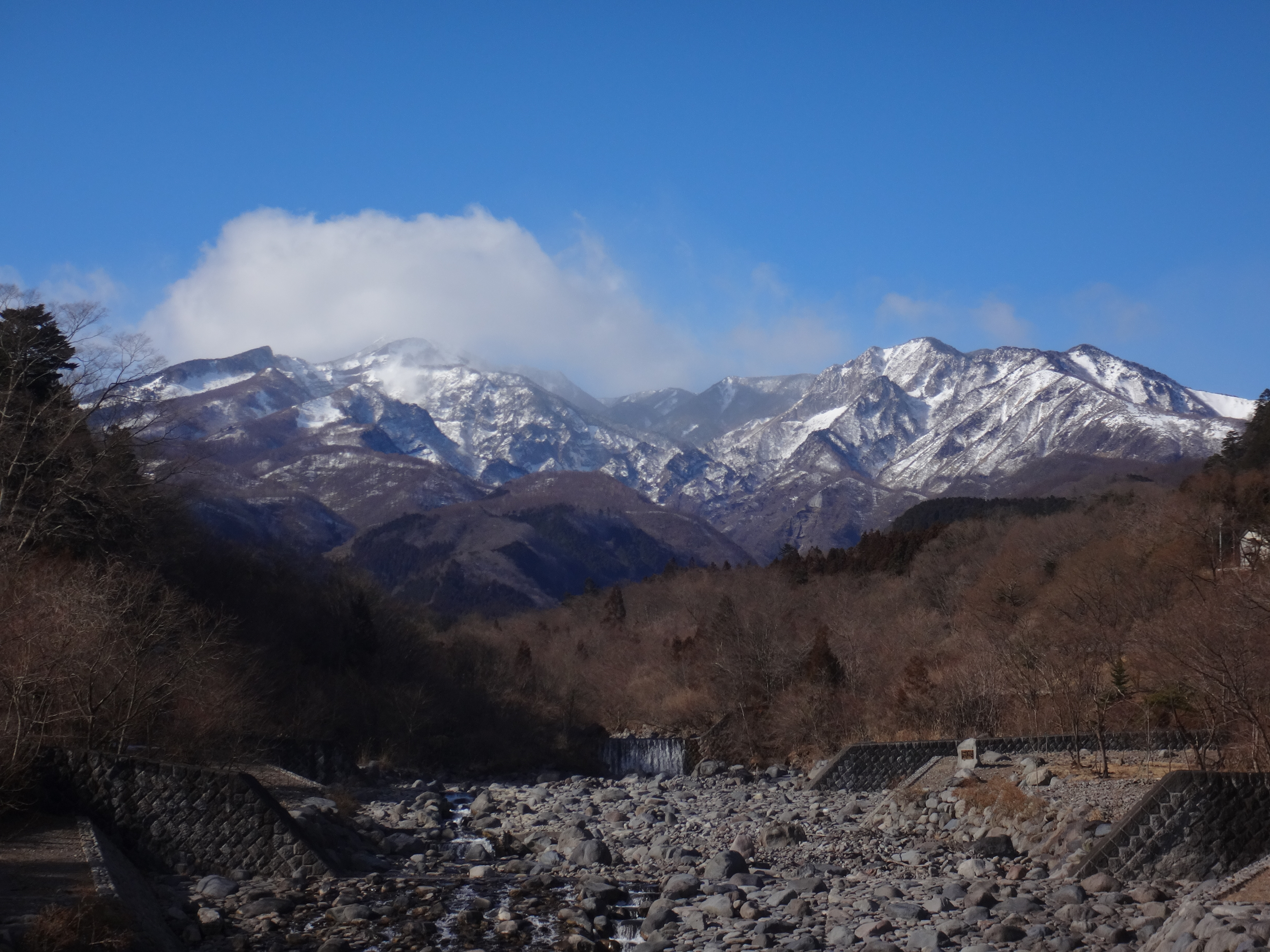
稲荷川下流から女峰山と赤薙山を眺める
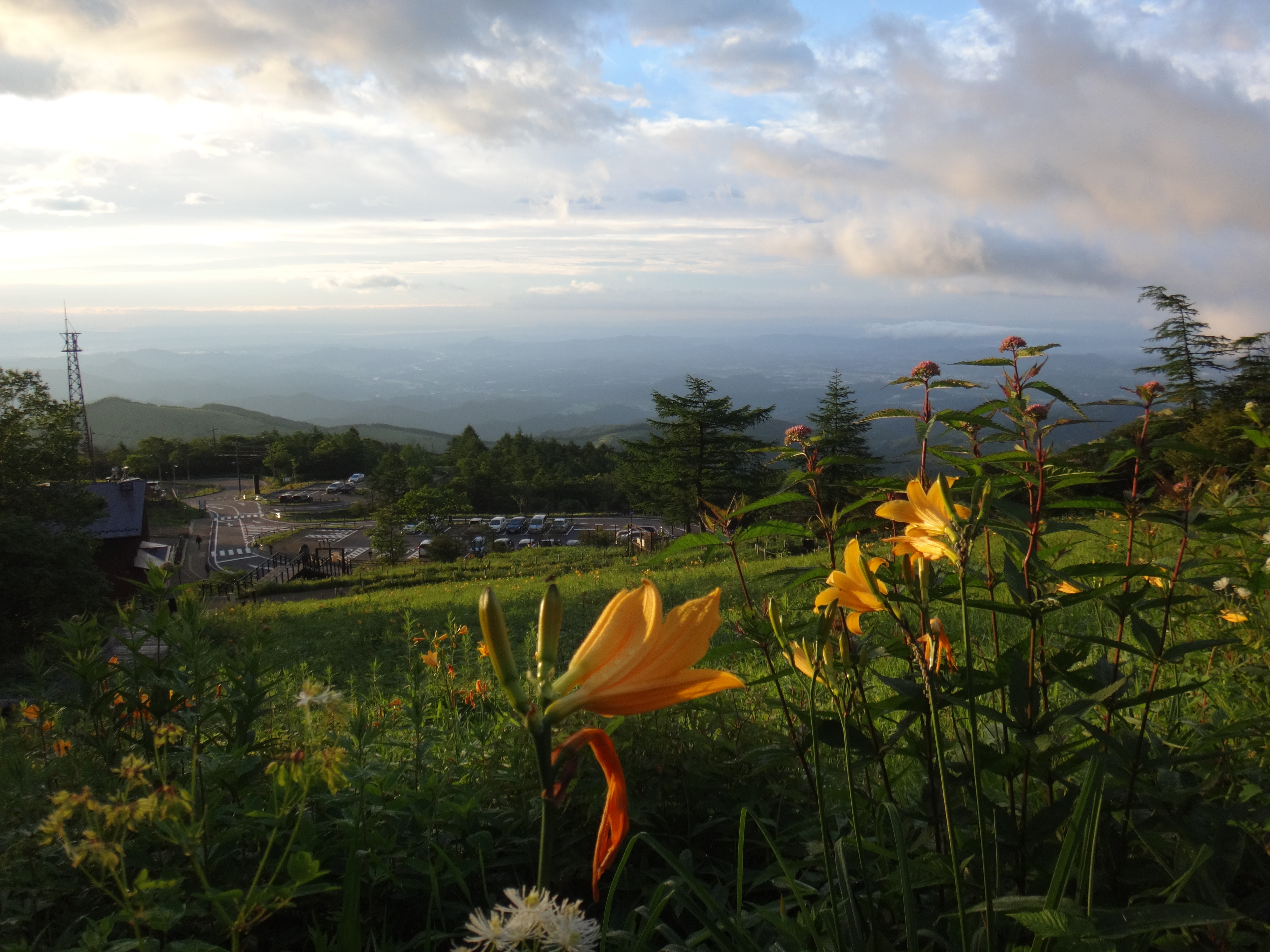
霧降高原のニッコウキスゲ
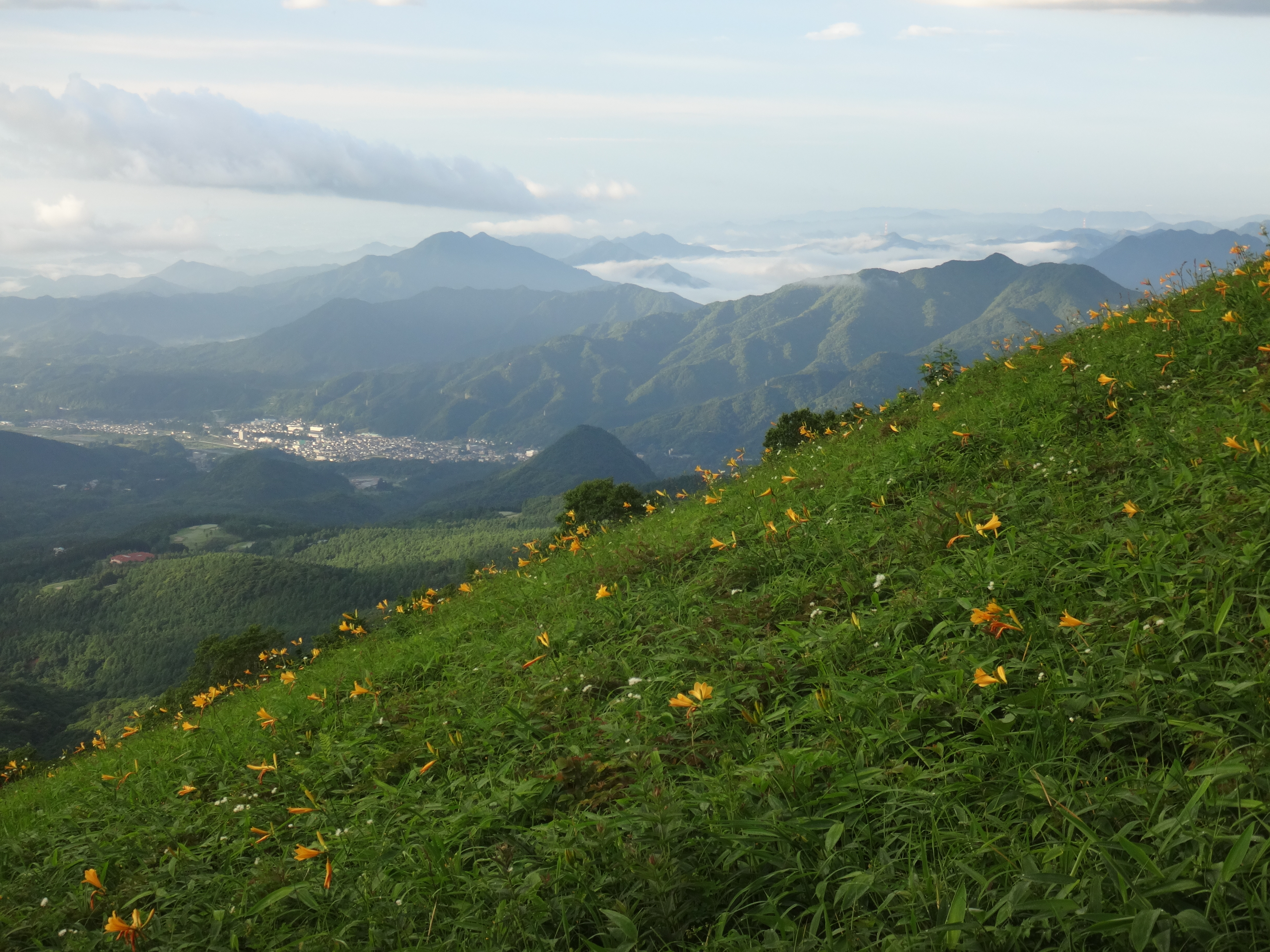
霧降高原から鶏鳴山や鳴虫山を眺める
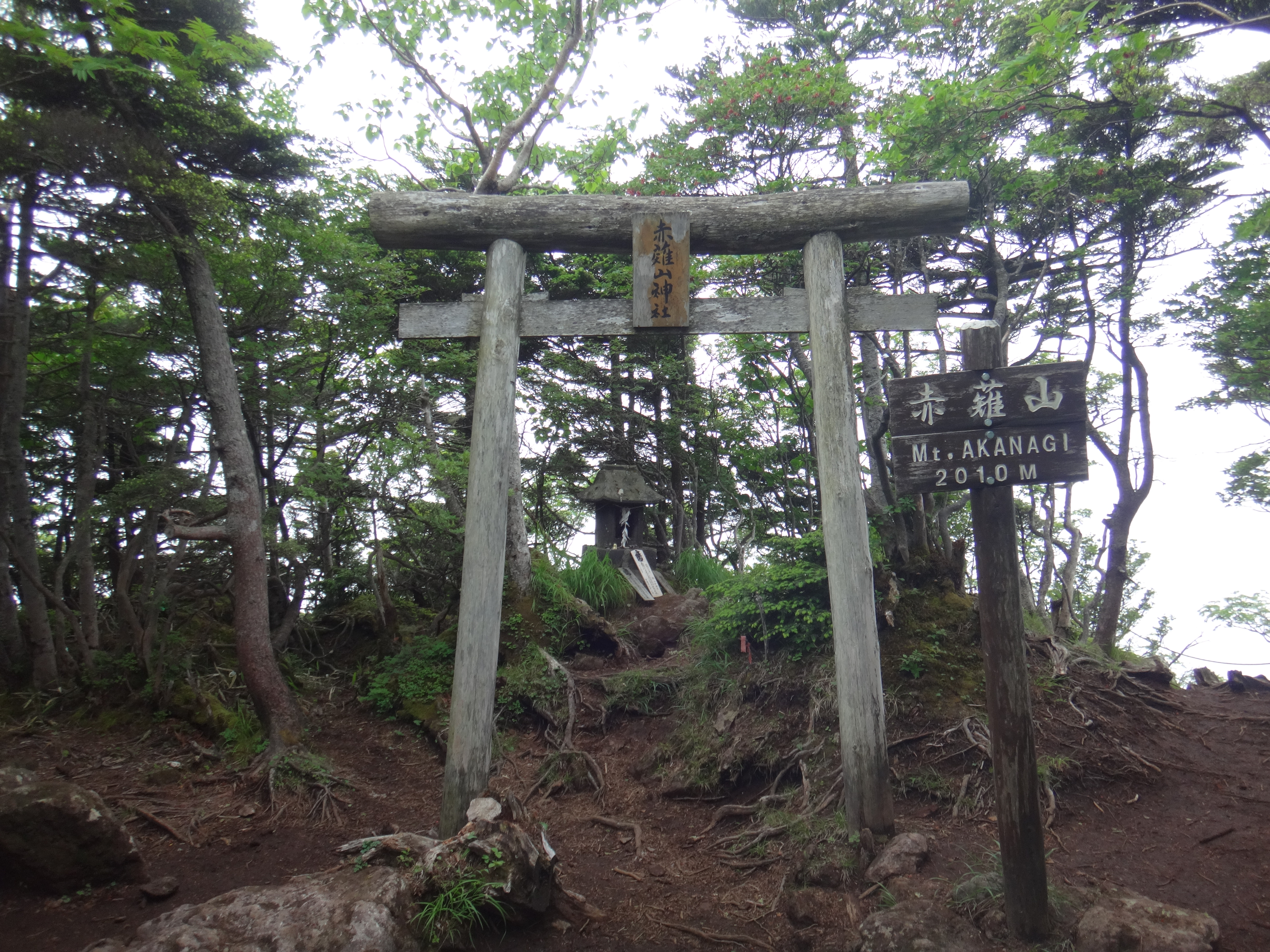
山頂の赤薙山神社